# Eamonn Duggan
 (janvier 2021).
Eamonn Seán Duggan (irlandais : Éamonn Ó Dúgáin) (2 mars 1878 - 6 juin 1936) est un avocat et homme politique irlandais qui est whip en chef du gouvernement et secrétaire d'état du ministre de la Défense de 1927 à 1932, secrétaire parlementaire du Ministre des finances de 1926 à 1927, secrétaire parlementaire du Conseil exécutif de 1922 à 1926, ministre sans portefeuille de septembre 1922 à décembre 1922 et ministre de l'intérieur de janvier 1922 à septembre 1922. Il exerce les fonctions de Teachta Dála (député) de 1918 à 1933. Il est sénateur à l'Université de Dublin de 1933 à 1936.